# Perizoma renitens
Perizoma renitens är en fjärilsart som beskrevs av Louis Beethoven Prout 1910. Perizoma renitens ingår i släktet Perizoma och familjen mätare. Inga underarter finns listade i Catalogue of Life.